# زاوباخ
زاوباخ (به آلمانی: Saubach) یک منطقهٔ مسکونی در آلمان است که در فینلاند واقع شده‌است. زاوباخ ۷۰۰ نفر جمعیت دارد.